# Vèze
Vèze (Okzitanisch: gleicher Name) ist eine französische Gemeinde mit 64 Einwohnern (Stand 1. Januar 2022) im Département Cantal in der Region Auvergne-Rhône-Alpes; sie gehört zum Arrondissement Saint-Flour.

## Geografie
Vèze liegt rund 27 Kilometer nordnordwestlich der Kleinstadt Saint-Flour innerhalb des Regionalen Naturparks  Volcans d’Auvergne. Die wichtigsten Gewässer sind der Fluss Sianne und der See Lac de la Terrisse. Wichtigste Verkehrsverbindung ist die wenige Kilometer entfernt vorbeiführende Route nationale 122. Nächstgelegene Haltestelle ist Allanche an der Buslinie 17 Neussargues – Bort-Les-Orgues.
Umgeben wird Vèze von den Nachbargemeinden Anzat-le-Luguet im Norden, Molèdes im Osten, Allanche im Süden und Südwesten sowie Pradiers im Westen.

## Geschichte
Die Gemeinde gehört historisch zur Region Cézallier innerhalb der Auvergne. Vèze gehörte von 1793 bis 1801 zum District Murat und war von 1793 bis 2015 Teil des Kantons Allanche.

## Bevölkerungsentwicklung
| Jahr                       | 1962 | 1968 | 1975 | 1982 | 1990 | 1999 | 2006 | 2012 | 2019 |
| Einwohner                  | 262  | 235  | 198  | 159  | 139  | 100  | 71   | 66   | 52   |
| Quellen: Cassini und INSEE |      |      |      |      |      |      |      |      |      |

## Sehenswürdigkeiten
- Kirche Saint-Caprais aus dem 13. Jahrhundert
- Brücke aus der Römerzeit
- See La de la Terrisse mit nahegelegenem Wasserfall
- Flusstal der Sianne mit Fischteich
- der ausgedehnte Wald Bois de Chamalières im Süden der Gemeinde

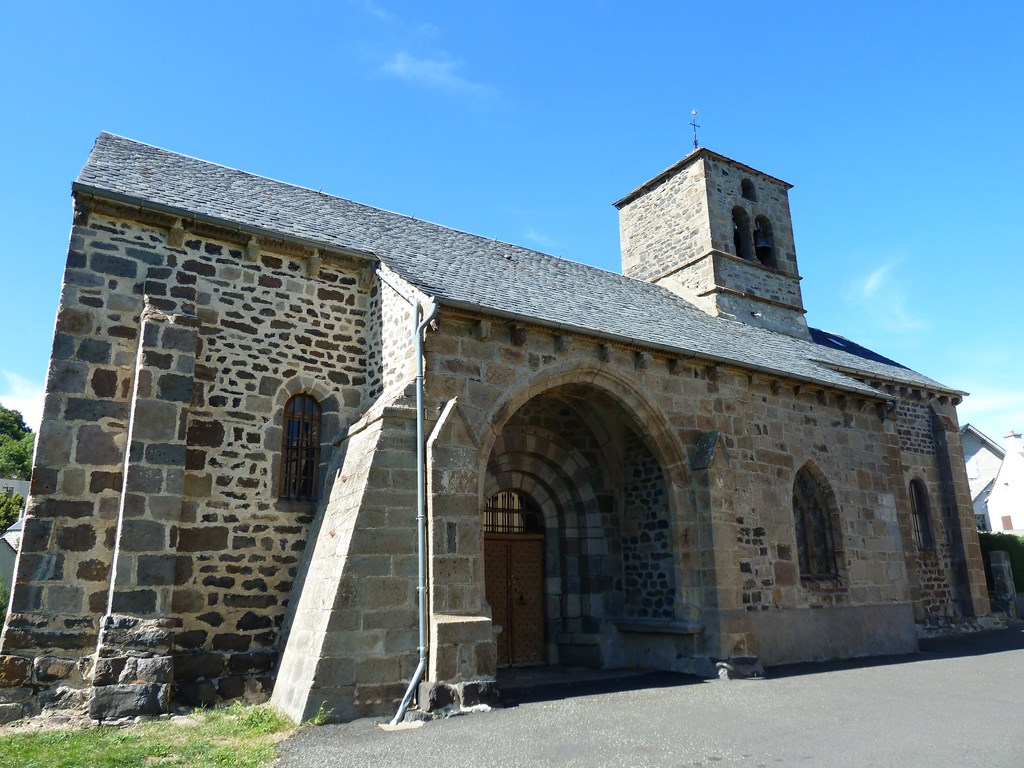
Dorfkirche Saint-Caprais
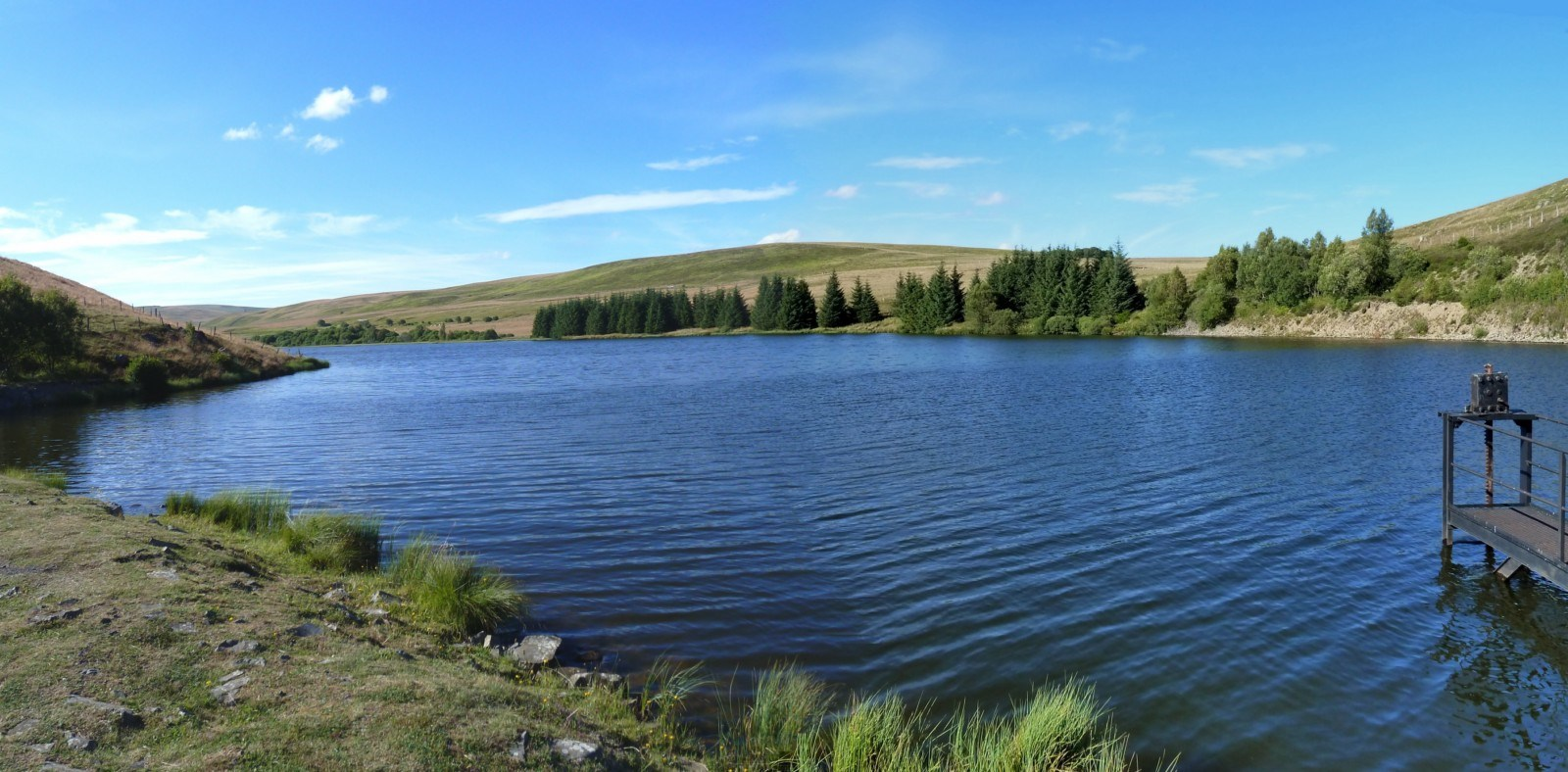
Lac de la Terrisse
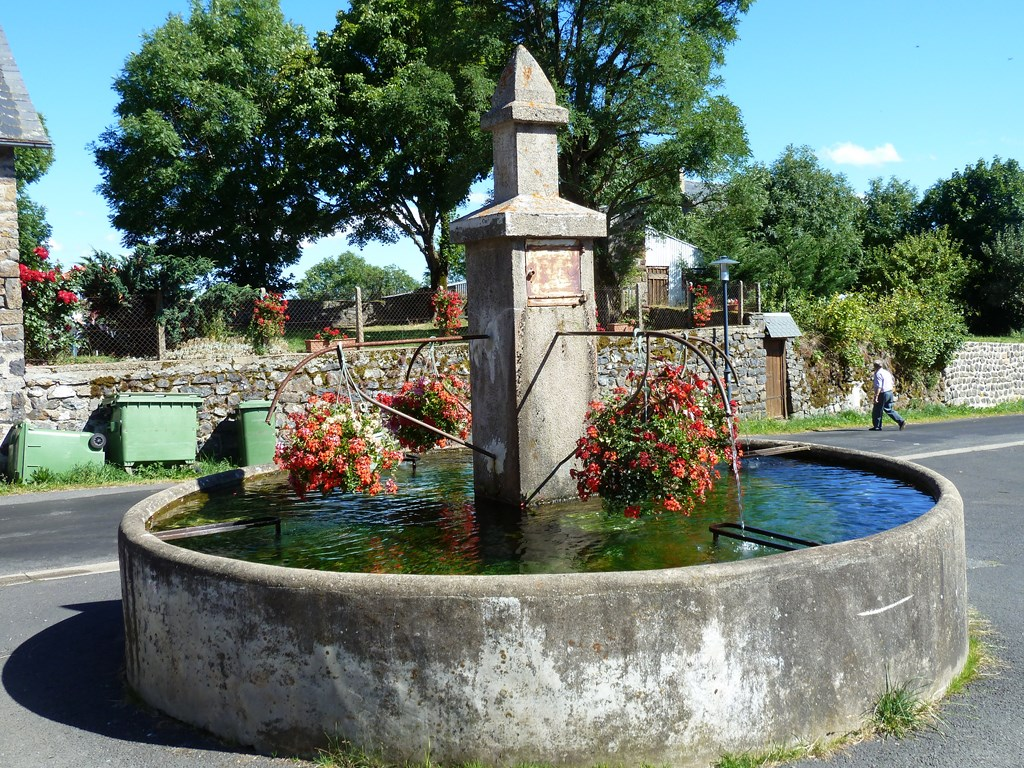
Dorfbrunnen in Vèze